# Maksim Bel'kov
Maksim Igorevič Bel'kov (in russo Максим Игоревич Бельков?; Iževsk, 9 gennaio 1985) è un ex ciclista su strada russo, campione europeo Under-23 a cronometro nel 2007 e poi professionista dal 2009 al 2018.

## Carriera
Nella categoria juniors partecipò a due edizioni dei mondiali, nel 2002 e nel 2003. Nella categoria under-23 fu campione russo a cronometro nel 2006 e campione europeo nel 2007, sempre a cronometro; partecipò inoltre a tre edizioni dei campionati del mondo, nel 2005, 2006 e 2007.
Passato professionista nel 2009 nella ISD-Neri di Luca Scinto, ottenne due terzi posti, ai campionati russi a cronometro e nella quinta tappa dell'Österreich-Rundfahrt. Nel 2011 passò alla Vacansoleil e partecipò al suo primo Giro d'Italia. Nel 2012 si trasferì invece al Team Katusha, e l'anno dopo colse il primo successo da pro, vincendo la nona tappa del Giro d'Italia 2013, da Sansepolcro a Firenze. Si ritirò dall'attività a fine 2018.

## Palmarès
- 2003 (Juniores)

1ª tappa Tour de Lorraine Juniors (Nancy > Audun le Tiche)
- 2004 (dilettanti)

Circuito Internazionale di Caneva - Memorial Giovanni Perin
- 2005 (dilettanti)

Campionati russi, Prova a cronometro Elite
Campionati russi, Prova a cronometro under-23
- 2006 (dilettanti)

Trofeo Città di San Vendemiano
Coppa Giuseppe Romita
Campionati russi, Prova a cronometro under-23
- 2007 (dilettanti)

Campionati europei, Prova a cronometro under-23
- 2008 (dilettanti)

Gran Premio Pedalata Elettrica - Memorial Gino Bartali
Gran Premio Città di Empoli
- 2013 (Katusha, una vittoria)

9ª tappa Giro d'Italia (Sansepolcro > Firenze)

### Altri successi
- 2008 (Dilettanti)

Memorial Moroni Andrea
- 2009 (ISD - Neri)

1ª tappa, 2ª semitappa Settimana Internazionale di Coppi e Bartali (Misano Adriatico, cronosquadre)
- 2010 (ISD - Neri)

1ª tappa Brixia Tour (Palazzolo sull'Oglio, cronosquadre)
- 2013 (Katusha)

1ª tappa, 2ª semitappa Settimana Internazionale di Coppi e Bartali (Sant'Angelo > Gatteo a Mare, cronosquadre)
3ª tappa Tour des Fjords (Risavika > Stavanger, cronosquadre)
- 2014 (Katusha)

Classifica scalatori Österreich-Rundfahrt
- 2015 (Katusha)

Classifica sprint Tour de Romandie
Classifica scalatori Tour de Romandie

## Piazzamenti

### Grandi Giri
- Giro d'Italia

2011: 101º
2013: fuori tempo massimo (18ª tappa)
2014: 90º
2015: 102º
2016: 116º
2017: 125º
2018: 127º
- Vuelta a España

2017: 134º

### Classiche monumento
- Milano-Sanremo

2009: ritirato
2013: 120º
2017: 189º
2018: 153º
- Liegi-Bastogne-Liegi

2015: ritirato
2018: ritirato
- Giro di Lombardia

2017: ritirato

### Competizioni mondiali
- Campionati del mondo

Zolder 2002 - In linea Juniors: 59º
Hamilton 2003 - In linea Juniors: 12º
Hamilton 2003 - Cronometro Juniors: 30º
Madrid 2005 - Cronometro Under-23: 29º
Madrid 2005 - In linea Under-23: 46°
Salisburgo 2006 - Cronometro Under-23: 13º
Salisburgo 2006 - In linea Under-23: ritirato
Stoccarda 2007 - Cronometro Under-23: 30º
Stoccarda 2007 - In linea Under-23: ritirato
Limburgo 2012 - Cronosquadre: 7º
Toscana 2013 - Cronosquadre: 11º
Ponferrada 2014 - Cronosquadre: 13º
Doha 2016 - Cronometro Elite: 43º
Doha 2016 - In linea Elite: ritirato
Bergen 2017 - In linea Elite: ritirato

### Competizioni europee
- Campionati europei

Otepää 2004 - Cronometro Under-23: 12º
Otepää 2004 - In linea Under-23: 52º
Mosca 2005 - Cronometro Under-23: 8º
Mosca 2005 - In linea Under-23: 6º
Valkenburg 2006 - Cronometro Under-23: 11º
Valkenburg 2006 - In linea Under-23: ritirato
Sofia 2007 - Cronometro Under-23: vincitore
Sofia 2007 - In linea Under-23: 93º
Plumelec 2016 - Cronometro Elite: 28º
Plumelec 2016 - In linea Elite: 79º